# Berda (Fluss)
Die Berda (ukrainisch und russisch Берда) ist ein 130 km langer Zufluss zum Asowschen Meer in der ukrainischen Oblast Saporischschja.
Der Küstenfluss entspringt auf 250 m Höhe im Asowschen Hochland, durchfließt anschließend den Südosten der Oblast Saporischschja, bildet auf einer kurzen Strecke die Grenze zur Oblast Donezk und mündet bei dem Dorf Nowopetriwka nahe Berdjansk in das Asowsche Meer.
Die oberen zwei Drittel der Berda sind durch schmale Täler, kleine Wasserfälle, eine hohe Strömungsgeschwindigkeit und starke Schwankungen des Wasserspiegels gekennzeichnet. Das untere Drittel des Flusses ist breit, sumpfig und von vielen Seen unterbrochen. Ihre Mündung ist ein Ramsar-Gebiet.
Der Fluss hat ein Gefälle von 2,1 m/km und hat ein Einzugsgebiet von 1750 km². Das Wasser der Berda wird zum Teil für die Wasserversorgung und zur Bewässerung verwendet.

## Zuflüsse

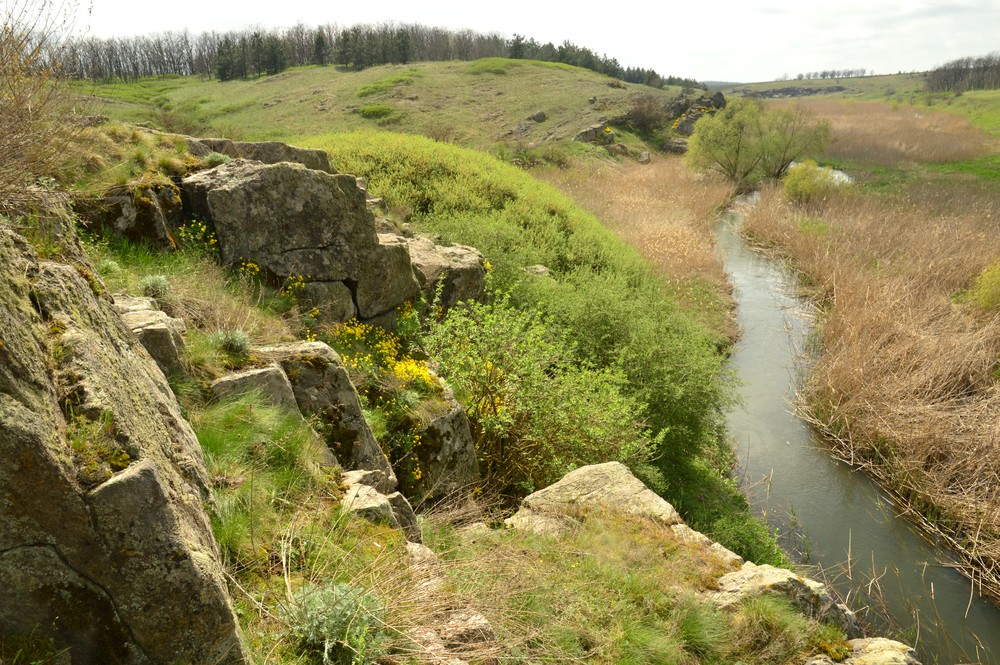
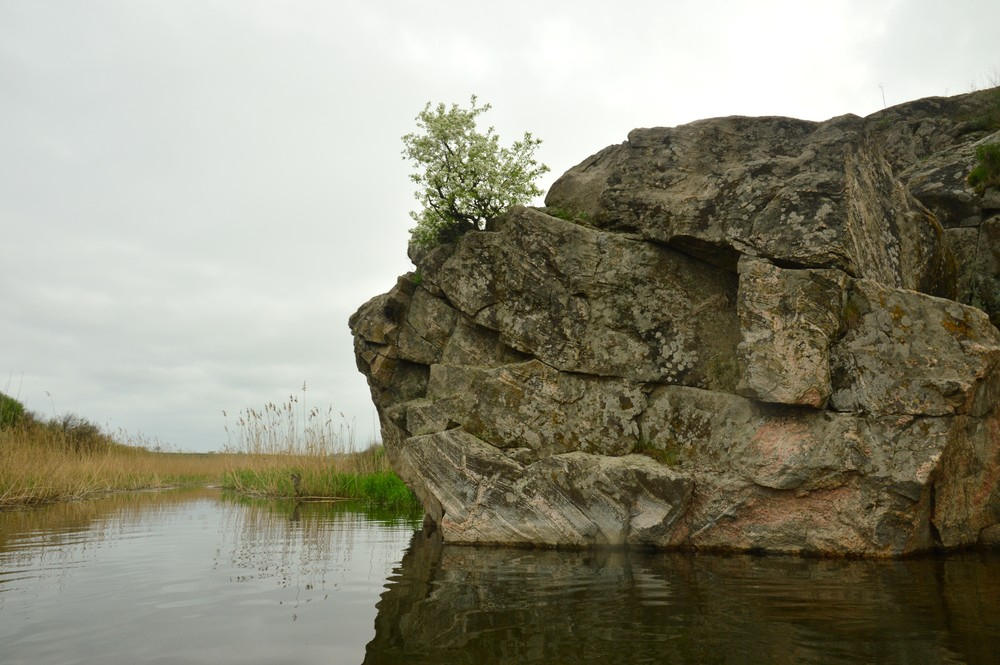
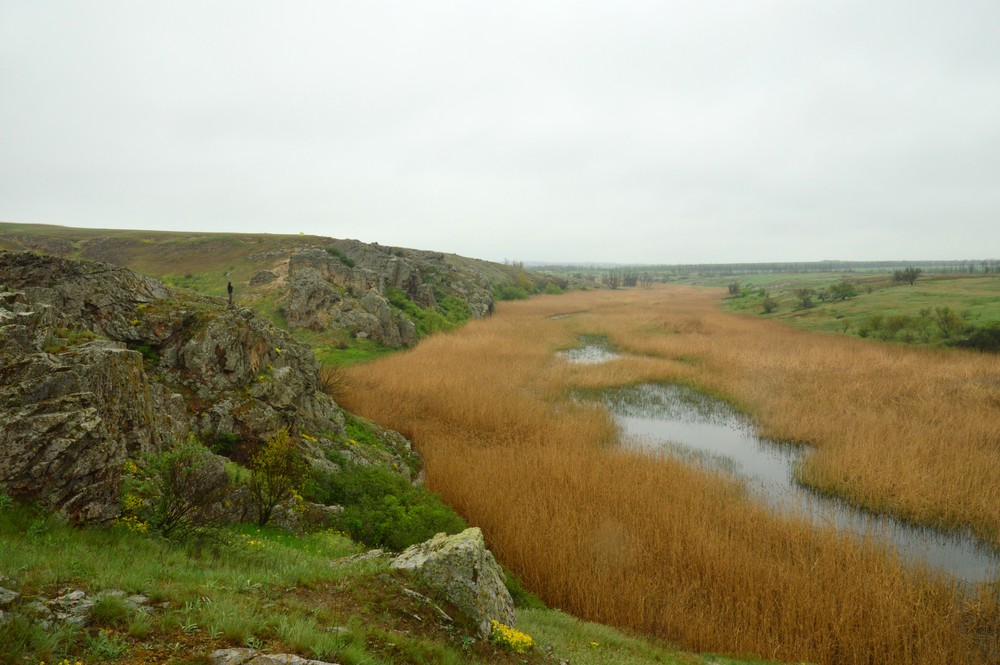

Von links:
- Bilmanka (Більманка)
- Hruska (Грузька), 14,8 km lang, Einzugsgebiet 110 km²
- Hrusenka (Грузенька)
- Karatjuk (Каратюк), 28 km lang, Einzugsgebiet 243 km²
- Temrjuk (Темрюк)
- Karatysch (Каратиш), 38,8 km lang, Einzugsgebiet 458 km²
- Wodjana (Водяна).

Von rechts:
- Berestova (Берестова), 22,3 km lang, Einzugsgebiet 146 km²[1]